# Гретцки, Уэйн
Уэ́йн Ду́глас Гре́тцки (или Гре́цки, англ. Wayne Douglas Gretzky произносится ˈɡrɛtski; род. 26 января 1961, Брантфорд, Онтарио) — канадский хоккеист, центральный нападающий. Один из самых известных спортсменов XX века. В 1978—1988 годах выступал за клуб «Эдмонтон Ойлерз», с которым четыре раза выигрывал Кубок Стэнли. В Национальной хоккейной лиге, где получил прозвище «Великий», установил 61 рекорд и неоднократно завоёвывал индивидуальные призы Лиги (включая 9 призов самому ценному игроку и 10 — лучшему бомбардиру сезона). Был в числе 5 спортсменов, зажёгших огонь Олимпиады-2010 в Ванкувере. Единственный из представителей североамериканского хоккея вошёл в символическую сборную столетия Centennial All-Star Team Международной федерации хоккея на льду.

## Юность и ВХА
В начале XX века дед Уэйна, Терентий Лаврентьевич Грецкий (Тони Гретцки), родившийся 10 апреля 1892 года в селе Огдемер Кобринского уезда Гродненской губернии Российской империи (ныне Брестская область, Беларусь) иммигрировал в Канаду. Там он женился на Марии из города Подгайцы, Австро-Венгерская империя (ныне Тернопольская область, Украина). Терентий Грецкий занимался фермерством, во время Второй мировой войны служил в канадской армии. По воспоминаниям Уэйна, он был очень близок с дедом, в детстве ежегодно приезжал летом к нему на ферму. Когда Уэйн начал играть в хоккей, дед и отец поддерживали его в этом стремлении, и Терентий Грецкий приходил с женой на тренировки внука.
В 1960-х годах Канада переживала хоккейный бум. До этого времени в НХЛ играло только шесть команд, средний игрок зарабатывал около $ 20 000 в год. С самого детства Гретцки часто играл за ребят, которые были старше его на несколько лет. В пять лет Гретцки выступал за детскую команду Брентфорда. В 6 лет Гретцки играл уже с 10-летними мальчишками. Когда Уэйну Гретцки было 10 лет, он выступал в детской лиге и за сезон сумел забросить 378 шайб и сделать 139 передач в 68 играх. Эти цифры стали абсолютным рекордом для мальчиков его возраста. О молодом хоккеисте писали во многих канадских газетах, постоянно сравнивая Уэйна с Горди Хоу.
В 14-летнем возрасте Гретцки играл против 20-летних. Хорошо сыграв на международном турнире в Квебеке, он едва не стал жертвой толпы болельщиков, желавших взять у него автограф. В 1975 году Гретцки ушёл из Брентфорда для профессионального продолжения карьеры.
Сезон 1977/78 он провёл за юниорскую команду «Грейхаундс» из Хоккейной лиги Онтарио и забил 70 голов. Под номером 99 Гретцки впервые вышел на лёд, играя за эту команду. Он хотел быть похож на своего кумира Горди Хоу, игравшего под номером 9. Но девятка была уже занята, и Гретцки, сначала поиграв несколько недель под номером 19, выбрал, по совету генерального менеджера «Грейхаундс» Мюррея Макферсона, номер 99.
Сыграв на юниорском чемпионате мира в Монреале в 1978 году в 16 лет, он стал самым молодым участником турнира. Закончив чемпионат на первом месте в списке лучших бомбардиров, Гретцки был выбран в команду всех звёзд и признан лучшим нападающим первенства.
В 1978 году Гретцки оказался во Всемирной хоккейной ассоциации, где никаких ограничений для подписания контрактов с юниорами не было. В НХЛ же на лёд можно было попасть только после 18 лет. Американский клуб «Индианаполис Рэйсерс» заключил с 17-летним Гретцки договор на сумму около 100 000 долларов.
В мае 1978 года Гретцки дебютировал в большом хоккее, и уже в том же месяце «Индианаполис» обменял Гретцки в «Эдмонтон Ойлерз» — клуб, который благодаря Гретцки и его партнёрам стал одной из лучших команд североамериканского хоккея. В первом сезоне Гретцки забил 46 голов и набрал 110 очков. Чуть позже его признали лучшим новичком ВХА.

## Карьера в НХЛ

### «Эдмонтон»
В 1979 году, после договора о слиянии со Всемирной хоккейной ассоциацией, НХЛ пополнилась четырьмя клубами ВХА — «Эдмонтон Ойлерз», «Квебек Нордикс», «Виннипег Джетс» и «Нью-Инглэнд Уэйлерс» (впоследствии «Хартфорд Уэйлерс»). Начиная с первого сезона в НХЛ, Гретцки стал бить один рекорд результативности за другим. Немало этому способствовала игра с такими форвардами, как Гленн Андерсон, Яри Курри, Марк Мессье, а также с защитником-распасовщиком Полом Коффи.
10 октября того же года, в матче против «Чикаго Блэкхокс», Уэйн Гретцки дебютировал в НХЛ и набрал своё 1-е очко — за результативную передачу на Кевина Лоу. 14 октября Гретцки забил свой первый гол в НХЛ — в ворота голкипера «Ванкувер Кэнакс» Глена Хэнлона. По итогам сезона Уэйн Гретцки выиграл свой первый из девяти титулов (восемь из них — подряд) самого ценного хоккеиста НХЛ и получил «Харт Трофи». К тому же, забив 51 гол, Гретцки стал самым юным снайпером-«пятидесятником» в истории Лиги: на тот момент Уэйну исполнилось всего 19 лет и 2 месяца.
На второй год пребывания в НХЛ Гретцки выиграл свой первый из десяти титулов (семь из них — подряд) лучшего бомбардира Лиги, получил «Арт Росс Трофи» и установил новый рекорд НХЛ по количеству передач (109) и очков (164), набранных за сезон. 18 февраля 1981 года Уэйн забросил в ворота «Сент-Луиса» за один период 4 шайбы, повторив рекорд Лиги по количеству голов, забитых за этот промежуток времени. 30 декабря 1981 года в матче против «Филадельфии» Гретцки забил свой 50-й гол в сезоне: на это ему потребовалось всего 39 игр. До этого рекорд скорострельности принадлежал Морису Ришару и Майку Босси: 50 голов за 50 матчей чемпионата.
«Ойлерз» с Гретцки в течение 6 лет подряд набирали более 100 очков в регулярном сезоне и 4 раза — в 1984, 1985, 1987 и 1988 годах — выигрывали Кубок Стэнли. «Жертвами» Эдмонтона в финалах становились «Нью-Йорк Айлендерс», дважды «Филадельфия Флайерз» и один раз «Бостон Брюинз».
9 августа 1988 года Уэйн Гретцки неожиданно стал центральной фигурой в одной из самых крупных сделок в истории НХЛ: владелец «Эдмонтона» Питер Поклингтон решил обменять его в «Лос-Анджелес Кингз» — одну из слабейших команд лиги. Грецки настоял, чтобы вместе с ним в «Лос-Анджелес» отправились его партнёры Марти Максорли и Майк Крушельницки. В качестве компенсации «Ойлерз» получили Джимми Карсона, Мартина Желина, право выбора в первом раунде на драфтах 1989, 1991 и 1993 годов, а также 15 миллионов долларов. В хоккейном мире этот обмен известен как The Trade.

### «Лос-Анджелес»
Уэйн не скрывал слёз, когда говорил журналистам о своём переходе: он долго не мог поверить, что с ним так поступили.
До 1988 года на хоккейных матчах местный дворец спорта «Форум» заполнялся максимум на треть. Убытки достигали $5 млн в год. Появление Гретцки повысило интерес калифорнийцев к хоккею, в результате чего достать билет в «Форум» на «Лос-Анджелес Кингз», единственного представителя региона в НХЛ, стало столь же большой проблемой, как и на игры «Лос-Анджелес Лейкерс». Гретцки повысили зарплату до $2 млн.
Перейдя в новый клуб, Уэйн продолжал бить как собственные рекорды, так и рекорды своего нового клуба и НХЛ. 6 октября 1988 года Уэйн Гретцки дебютировал в Лос-Анджелесе, первым же броском по чужим воротам он заработал очередной результативный балл. В 1989 году Гретцки в девятый раз за карьеру выиграл «Харт Трофи»; Уэйн стал первым игроком в истории «Кингз», который удостоился чести получить эту награду.
15 октября 1989 года Гретцки в матче против своей бывшей команды — «Эдмонтон Ойлерз» — набрал очередные результативные баллы и побил результат лучшего бомбардира Лиги Горди Хоу — 1850 очков за карьеру. Своё 1850-е очко Уэйн Гретцки набрал уже через 4 минуты 32 секунды после начала игры пасом на защитника Тома Лэйдлоу, который вывел команду вперёд. К концу третьего периода счёт был 4-3 в пользу «Ойлерз», и за 1 минуту 46 секунд до конца тренер «Кингз» Том Уэбстер взял таймаут. Гретцки находился на льду к этому моменту 3 минуты беспрерывно, и был предельно вымотан, но тем не менее попросил тренера оставить его на площадке. За минуту и одну секунду до конца, под скандирование зрителей: «Гретцки! Гретцки!» — «Кингз» выиграли вбрасывание и вшестером начали последний штурм ворот противника. И уже через 8 секунд, за 53 секунды до окончания третьего периода, точным броском с «пятачка», Гретцки сравнял счёт в матче, набрав своё 1851-е очко, тем самым став абсолютно лучшим бомбардиром в истории НХЛ. Игра была прервана, и началось празднование рекорда. После возобновления она перешла в овертайм, где Гретцки забил победный гол.
Перейдя в «Лос-Анджелес Кингз», Гретцки помог команде улучшить её показатели. В сезоне 1990/91 «Кингз» набрали 102 очка в регулярном сезоне, заняв первое место в дивизионе Смит. Однако самым успешным сезоном Гретцки в «Кингз» с точки зрения командных достижений можно признать сезон 1992/93. В регулярном сезоне из-за травмы спины он провёл только 45 матчей (65 очков), но в плей-офф Гретцки сверкнул как в прежние годы. В первом раунде «Кингз» прошли «Калгари» (4-2), Гретцки набрал 10 очков (2+8) в 6 матчах. Особенно яркими получились последние два матча серии, которые «Лос-Анджелес» выиграл 9:4 и 9:6. Во втором раунде был обыгран «Ванкувер» (4-2), Гретцки забрасывал в 5 из 6 матчей, а всего набрал 13 очков (6+7) в этой серии. В финале конференции против «Торонто» «Кингз» уступали 2-3, но именно гол Гретцки в овертайме шестого матча позволил сравнять счёт. В седьмом матче серии в Торонто Гретцки набрал 4 очка (3+1) и помог своему клубу победить 5:4. Потом он называл этот матч лучшим в своей карьере. В финале против «Монреаля» Гретцки набрал 4 очка (1+3) в первом матче (4:1), но затем «Кингз» трижды подряд проиграли в овертайме (всего в том розыгрыше Кубка Стэнли «Монреаль» выиграл 10 из 11 овертаймов). В пятом матче «Монреаль» победил 4:1. Это был последний в карьере Гретцки финал Кубка Стэнли. Всего в 24 матчах плей-офф он набрал 40 очков (15+25). Он стал лучшим бомбардиром и снайпером плей-офф (кроме Гретцки только лидер «Торонто» Дуг Гилмор набрал более 25 очков). Больше очков в плей-офф Гретцки набирал только дважды, выступая за «Эдмонтон» в сезонах 1984/85 и 1987/88. По шайбам же более успешным был лишь сезон 1984/85 (17).
23 марта 1994 года в матче против «Ванкувера» Гретцки забил гол в ворота Кирка Маклина, это была 802-я шайба в карьере Уэйна, и он, опередив Горди Хоу, стал лучшим снайпером в истории НХЛ. В 1994 году Гретцки в десятый раз за карьеру стал лучшим бомбардиром сезона и получил очередной «Арт Росс Трофи». 33-летний Гретцки стал самым возрастным за последние три десятилетия бомбардиром: здесь снова напрашивались аналогии с Горди Хоу, который в 1963 году выиграл этот титул в возрасте 35 лет.
«Короли» так и не выиграли Кубок вместе с Гретцки. Особенно неудачным для команды выдался сезон 1994/95. На одной игре в Сан-Хосе в конце регулярного сезона Гретцки встретил такой плакат болельщиков «Шаркс»:
en: All the Kings goalies and all the Kings' men, couldn’t get Wayne to the playoffs again!

ru: Все королевские киперы и вся королевская рать не могут дать Гретцки в плей-офф вновь сыграть!

### «Сент-Луис»
После успеха 1993 года «Кингз», неожиданно для всех, превратились в аутсайдера лиги и не могли пробиться в плей-офф до 1998 года. Гретцки попросил обмена в более сильную команду и был отправлен в «Сент-Луис Блюз» 27 февраля 1996 года.
В том же сезоне Уэйн набрал 102 очка и в 15-й раз за карьеру достиг отметки «100 очков за чемпионат». В плей-офф команда выбыла в полуфинале конференции, проиграв «Детройту». Сразу после завершения сезона из-за конфликта с руководством «Блюз» Гретцки покинул клуб и подписал контракт с «Нью-Йорк Рейнджерс».

### «Нью-Йорк Рейнджерс»

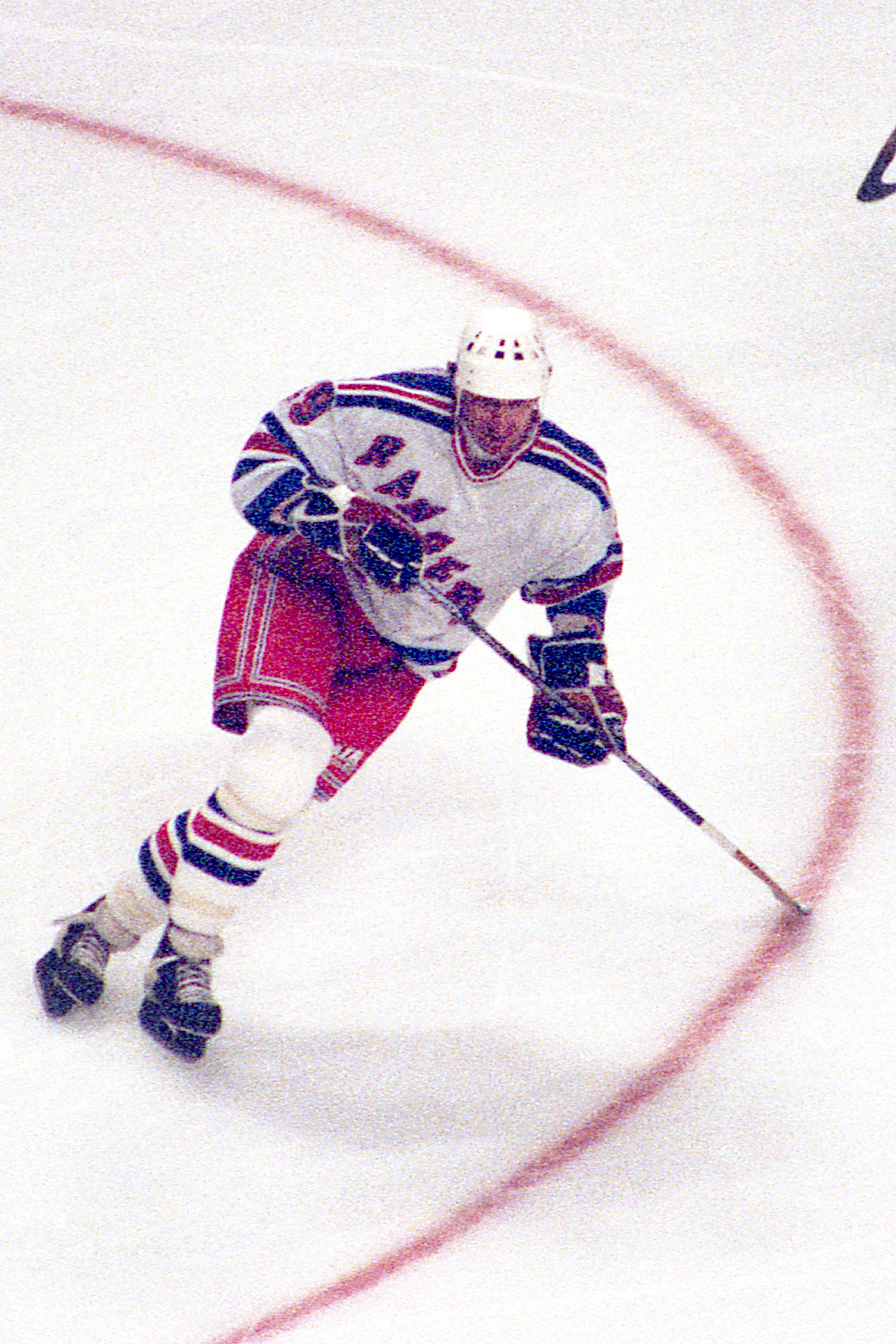
В «Нью-Йорк Рейнджерс»

21 июля 1996 года «Нью-Йорк Рейнджерс» заключили контракт со свободным агентом Уэйном Гретцки. Впервые со времён легендарного «Эдмонтона» в одной команде снова играли Марк Мессье и Гретцки.
Уэйн, уже завершая карьеру, бил всё новые и новые рекорды. 1 декабря 1996 года в игре против «Монреаля» Гретцки достиг отметки в 3000 очков за карьеру (суммарная статистика в регулярном чемпионате и плей-офф). 3 апреля 1997 года, в матче против «Бостона», он набрал своё 2700-е очко в регулярном чемпионате.
26 октября 1997 года Гретцки сделал свою 1851-ю результативную передачу в регулярном чемпионате. До того за всю историю НХЛ ни один игрок не набирал такого количества не то, чтобы голевых пасов, но очков вообще (наивысший на тот момент результат имел Горди Хоу — 1850 очков, впоследствии его превзошёл Марк Мессье — 1887 очков, а затем Яромир Ягр — 1921 очко). 7 марта 1998 года в матче против «Нью-Джерси» при игре в большинстве Гретцки забил свой 1000-й гол за карьеру в регулярном чемпионате и плей-офф.
Свой последний, двадцатый в НХЛ сезон 1998/99 Гретцки завершил, забив лишь 9 голов в 70 матчах. Последний из этих голов был забит 29 марта 1999 года, и он стал 1072-м в карьере Уэйна (считая матчи регулярного чемпионата и плей-офф в ВХА и НХЛ). В результате Гретцки достиг ещё одного наивысшего результата в истории хоккея, обогнав кумира своего детства Горди Хоу, который за время выступления в НХЛ и ВХА в сумме забил 1071 гол.
Уэйн Гретцки завершил карьеру в НХЛ 18 апреля 1999 года матчем против «Питтсбург Пингвинз». В этой игре он набрал своё последнее очко в карьере, отдав результативную передачу. Это очко стало 2857-м в чемпионатах НХЛ (894 гола + 1963 передачи). К моменту окончания своей карьеры Гретцки был одним из двух последних игроков, кто играл ранее в ВХА (вторым был партнёр Уэйна по «Эдмонтону» Марк Мессье, игравший в НХЛ до 2004 года).
В начале 1998 года Уэйн Гретцки удостоился титула «Величайший игрок в истории хоккея» по мнению авторитетного издания «The Hockey News». По ходу своей карьеры Уэйн Гретцки 9 раз за 10 сезонов получал приз самого ценного игрока НХЛ («Харт Трофи»). Горди Хоу за те же 10 лет получал титул MVP 6 раз.
Уэйн Гретцки 10 раз становился лучшим бомбардиром НХЛ. В 3 случаях из 10 он получил бы «Арт Росс Трофи», даже если бы не забивал вообще, а только раздавал бы результативные передачи. 4 раза за свою карьеру он набирал за сезон больше, чем 200 очков: в чемпионатах 1981/82 (212), 1983/84 (205), 1984/85 (208), 1985/86 (215). Ни один игрок в истории НХЛ не достигал подобного: лишь Марио Лемьё в сезоне 1988/89 был близок к этому, но до отметки «200» ему не хватило 1 очка.

## Международная карьера
В составе сборной Канады Гретцки участвовал в молодёжном (1978) и взрослом (1982) чемпионатах мира, оба раза стал бронзовым призёром, а также самым результативным игроком турнира по системе «гол+пас» (соответственно, 8+9 и 6+8), вошёл в символическую сборную и того, и другого чемпионата. Участвовал в розыгрыше Кубка Канады (обладатель Кубка 1984, 1987 и 1991, финалист розыгрыша 1981), забив в 31 матче 17 шайб и сделав 40 передач. В каждом из этих турниров Гретцки набрал больше всех очков.
В 1998 году Гретцки осуществил свою давнюю мечту, выступив на Олимпийских играх в Нагано. «Этот турнир — нечто особенное. Деньги здесь не имеют никакого значения — командный дух, подчинение всех одной цели гораздо важнее миллионов долларов», — говорил Гретцки об Олимпиаде. Но дебют вышел неудачным — его команда уехала домой без медалей. Тем не менее он считает, что приобрёл значительный опыт, и это «основной этап» в его профессиональной карьере.
На Олимпиаде-2002 в Солт-Лейк-Сити Уэйн Гретцки, так и не поднявшийся на олимпийский пьедестал в роли хоккеиста, стал чемпионом на посту генерального менеджера сборной.

### Статистика
| Год   | Сборная       | Турнир     | Место |    | И  | Г  | ГП  | О  | Штр |
| ----- | ------------- | ---------- | ----- | -- | -- | -- | --- | -- | --- |
| 1978  | Канада (мол.) | МЧМ        |       | 6  | 8  | 9  | 17  | 2  |     |
| 1981  | Канада        | КК         |       | 7  | 5  | 7  | 12  | 2  |     |
| 1982  | Канада        | ЧМ         |       | 10 | 6  | 8  | 14  | 0  |     |
| 1984  | Канада        | КК         |       | 8  | 5  | 7  | 12  | 2  |     |
| 1987  | Сборная НХЛ   | Рандеву-87 | —     | 2  | 0  | 4  | 4   | 0  |     |
| 1987  | Канада        | КК         |       | 9  | 3  | 18 | 21  | 2  |     |
| 1991  | Канада        | КК         |       | 7  | 4  | 8  | 12  | 2  |     |
| 1996  | Канада        | КМ         |       | 8  | 3  | 4  | 7   | 2  |     |
| 1998  | Канада        | ОИ         | 4     | 6  | 0  | 4  | 4   | 2  |     |
| Всего | Всего         | Всего      | Всего | 63 | 34 | 69 | 103 | 14 |     |

## После ухода

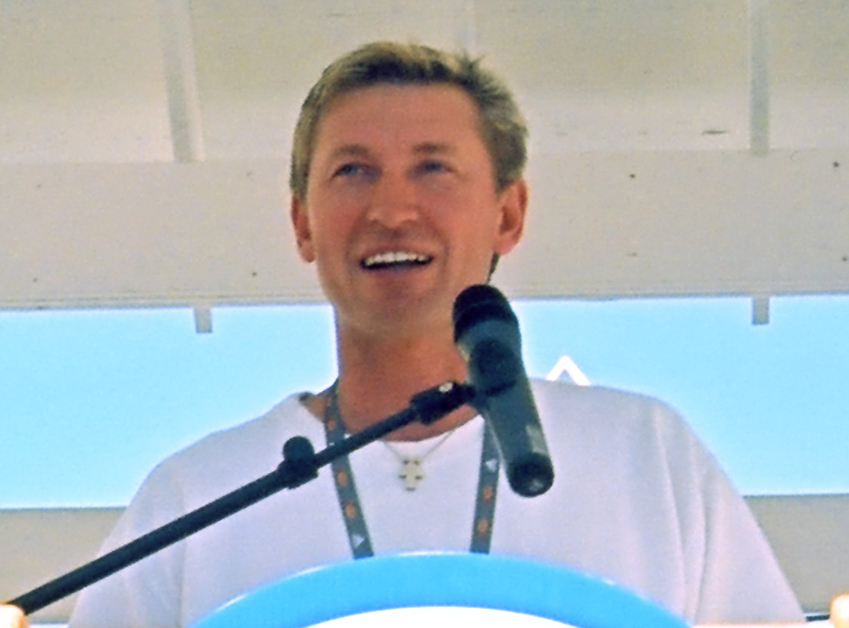
Уэйн Гретцки, 2001 год

18 апреля 1999 года Гретцки попрощался с хоккеем, сделав последнюю результативную передачу. «Наверное, для начала поиграю в гольф», — говорил он.
Марк Мессье, лучший друг «Великого», говорил: «Бросьте, новый Гретцки никогда не появится! Такие хоккеисты рождаются даже не раз в сто, а раз в тысячу лет».
Согласно правилам, имя хоккеиста может быть увековечено в знаменитом Зале хоккейной славы (Торонто) не ранее чем через 3 года после его ухода из большого спорта. Гретцки — один из немногих, для кого было сделано исключение: уже 22 ноября 1999, то есть всего через 7 месяцев после прощального матча, он попал в Зал славы. Ему также оказана ещё одна уникальная почесть: номер 99, под которым он выступал на протяжении всей своей профессиональной карьеры, закреплён за ним в НХЛ навечно, и ни один хоккеист в НХЛ больше не наденет свитер с этим номером.
В 2000—2009 гг. был совладельцем клуба НХЛ «Финикс Койотис», в 2005—2009 гг. был его главным тренером. Занимается разнообразным бизнесом: владеет рестораном, выпускает собственную линию мужской одежды, снимается в рекламе и др. В 2002 году сборная Канады, генеральным менеджером которой был Гретцки, выиграла олимпийский турнир по хоккею в Солт-Лейк-Сити.
В качестве функционера работал в «Эдмонтон Ойлерз» с 2016 по 2021 год.

## Вне льда
Гретцки способствовал росту популярности хоккея в «нехоккейных» прежде южных регионах США, таких, к примеру, как Калифорния. В 2002 ему был вручён Олимпийский орден — высшая награда МОК. Гретцки является компаньоном ордена Канады (высшая степень высшей гражданской награды этой страны).

### Семья
В 1984 году Гретцки встретил свою ровесницу — американскую актрису Джанет Джонс. Джонс начала сниматься в кино в 1973 году и продолжает играть по сегодняшний[какой?] день. Она снялась в пятой части «Полицейской академии». Летом 1988 года они справили свадьбу. У них 5 детей — Паулина (родилась 19 декабря 1988), Тай (родился 9 июля 1990), Трэвор (родился 14 сентября 1992), Тристан (родился 2 августа 2000) и Эмма (младшая). Во время сезона 2005/2006 Тай жил вместе с отцом в Аризоне, а другие дети вместе с Джанетт в Калифорнии. Внуки Тейтум Гретцки Джонсон (родился 19 января 2015 года) и Ривер Джонс Джонсон (родился 12 июня 2017 года).

## Статистика
| Легенда | Легенда                    | Легенда | Легенда                   | Легенда | Легенда    |
| ------- | -------------------------- | ------- | ------------------------- | ------- | ---------- |
| И       | Количество проведённых игр | Штр     | Штрафное время            | +/−     | Плюс-минус |
| Г       | Голы                       | П       | Голевые передачи          | О       | Очки       |
| -       | Статистика неизвестна      | —       | Статистика не учитывалась |         |            |

Гретцки провёл в хоккее 21 год и за это время побил практически все рекорды НХЛ. На его счету 61 достижение. Самым важным из них является рекорд по количеству набранных очков в регулярных чемпионатах НХЛ. 15 октября 1989 года Гретцки побил рекорд по очкам (1850), принадлежавший Горди Хоу, а 23 марта 1994 года и рекорд по числу заброшенных шайб (801). Всего на его счету 894 гола и 2857 очков.
Особого упоминания заслуживают два факта.
- Если бы Гретцки не забросил ни одной шайбы, он всё равно стал бы рекордсменом по очкам из-за своих 1963 передач[20][21].
- За всю историю НХЛ только пять хоккеистов достигали отметки в 100 передач за сезон: Бобби Орр (один раз), Марио Лемьё (один раз), Уэйн Гретцки (одиннадцать раз), Коннор Макдэвид (один раз), Никита Кучеров (один раз). Причём Уэйн преодолевал эту отметку одиннадцать раз подряд и единственный, кто достигал её более одного раза.[источник не указан 105 дней]

Помимо рекордов, Гретцки стал обладателем большинства индивидуальных трофеев Лиги, которые ежегодно вручаются лучшим хоккеистам сезона. Так, девять раз он становился обладателем «Харт Трофи» (самому ценному игроку) и десять раз — «Арт Росс Трофи» (лучшему бомбардиру) — наиболее престижных в НХЛ призов.

### Первые, юбилейные и последние голы, передачи и очки

#### Голы
- 1 — 14 октября 1979 — Эдмонтон Ойлерз — Ванкувер Кэнакс
- 500 — 22 ноября 1986 — Эдмонтон — Ванкувер
- 894 — 29 марта 1999 — Нью-Йорк Рейнджерс — Нью-Йорк Айлендерс

#### Передачи
- 1 — 10 октября 1979 — Эдмонтон — Чикаго Блэкхокс
- 500 — 17 декабря 1983 — Эдмонтон — Квебек Нордикс
- 1000 — 4 ноября 1987 — Эдмонтон — Нью-Йорк Рейнджерс
- 1500 — 4 марта 1992 — Лос-Анджелес Кингз — Сан-Хосе Шаркс
- 1963 — 12 апреля 1999 — Нью-Йорк Рейнджерс — Питтсбург Пингвинз

#### Очки
- 1 — 10 октября 1979 — Эдмонтон — Чикаго
- 500 — 19 марта 1982 — Эдмонтон — Калгари Флэймз
- 1000 — 19 декабря 1984 — Эдмонтон — Лос-Анджелес
- 1500 — 11 марта 1987 — Эдмонтон — Детройт Ред Уингз
- 2000 — 26 октября 1990 — Лос-Анджелес — Виннипег Джетс
- 2500 — 17 апреля 1995 — Лос-Анджелес — Калгари
- 2857 — 12 апреля 1999 — Нью-Йорк Рейнджерс — Питтсбург Пингвинз

### Рекорды (61)
Уэйн Гретцки обладал или делил с другими игроками 61 рекорд НХЛ (до своего ухода со льда 18 апреля 1999 года), включая 40 рекордов регулярного сезона, 15 рекордов плей-офф и 6 рекордов матчей всех звёзд НХЛ (All-Star Game).
Рекорды регулярного сезона включают самое большое число голов за сезон (92), самое большое число голевых передач за сезон (163) и самое большое число очков за сезон (215). Также ему принадлежат рекорды быстрейшего достижения отметки в 50 голов, забитых лишь за 39 игр, и рекорд наибольшего числа голов за отрезок в 50 игр (61 гол, достигал дважды). В сезоне 1983-84 он имел серию из 51 игры подряд, в которых набирал очки — 61 гол и 92 передачи, 153 очка.
Гретцки установил впечатляющие рекорды как в регулярном сезоне, так и в плей-офф, удерживая рекорд наибольшего числа голов (894), наибольшего числа голевых передач за карьеру (1963), наибольшего числа очков (2857), а также хет-триков (50) за карьеру. Ближайший игрок по числу очков за карьеру — Яромир Ягр — набрал 1921. Количество очков, набранное Гретцки в сумме в регулярных сезонах и плей-офф, достигает отметки в 3 239. При этом он раздал за карьеру больше голевых передач, чем любой другой игрок набрал очков.
47 очков, набранных Гретцки в 1985 году, до сих пор являются рекордом для одного розыгрыша плей-офф, и также он держит рекорды по числу голов (122), передач (260), очков (382), хет-триков (10) и победных голов (24) в плей-офф за карьеру.
Ниже приводится полный список его официальных рекордов на момент его завершения карьеры игрока:

#### Регулярный сезон (40)
1. Наибольшее количество голов, включая плей-офф: 1016 в 1487 матчах регулярного чемпионата и 208 играх плей-офф
2. Наибольшее количество голов, за один сезон: 92 в сезон 1981-82, 80 игр в сезоне
3. Наибольшее количество голов, за один сезон, включая плей-офф: 100 в сезоне 1983-84, 87 голов в 74 матчах регулярного чемпионата и 13 голов в 19 играх плей-офф
4. Наибольшее количество голов, за первые 50 игр сезона: 61 в сезоне 1981-82 (7 окт. 1981 — 22 янв. 1982, 80 игр в сезоне) и в сезоне 1983-84 (5 окт. 1983 — 25 янв. 1984), 80 игр в сезоне
5. Наибольшее количество голов, за один период: 4 (равный показатель с 10-ю игроками) 18 фев. 1981
6. Наибольшее количество передач: 1963
7. Наибольшее количество передач, включая плей-офф: 2 223
8. Наибольшее количество передач, за один сезон: 163 в сезоне 1985-86, 80 игр в сезоне
9. Наибольшее количество передач, за один сезон, включая плей-офф: 174 в сезоне 1985/86, 163 передачи в регулярном сезоне (из 80 игр) и 11 передач в 10 играх плей-офф
10. Наибольшее количество передач, за одну игру: 7 (равный показатель с Билли Тэйлором) 3 раза — 15 фев. 1980; 11 дек. 1985; 14 фев. 1986
11. Наибольшее количество передач, в игре на выезде: 7 (равный показатель с Билли Тэйлором) 11 дек. 1985
12. Наибольшее количество очков: 2857 в 1487 играх (894 гола, 1 963 передачи)
13. Наибольшее количество очков, включая плей-офф: 3239 в 1487 матчах регулярного чемпионата и 208 играх плей-офф. (1016 голов, 2223 передачи)
14. Наибольшее количество очков за один сезон: 215 в сезоне 1985/86, 80 игр в сезоне (52 гола, 163 передачи)
15. Наибольшее количество очков за один сезон, включая плей-офф: 255 в сезоне 1984/85; 208 очков в 80 матчах регулярного чемпионата и 47 очков в 18 играх плей-офф
16. Наибольшее количество передач в овертаймах за карьеру: 15
17. Наибольшее число голов центрального нападающего за карьеру: 894
18. Наибольшее число голов центрального нападающего за один сезон: 92, в 1981/82, 80 игр в сезоне
19. Наибольшее число передач центрального нападающего за карьеру: 1963
20. Наибольшее число передач центрального нападающего за один сезон: 163, в 1985/86, 80 игр в сезоне
21. Наибольшее число очков центрального нападающего за карьеру: 2857
22. Наибольшее число очков центрального нападающего за один сезон: 215, в 1985/86, 80 игр в сезоне
23. Наибольшее число передач в одной игре у игрока, проводящего свой первый сезон: 7, 15 фев. 1980
24. Максимум голов в среднем за игру в одном сезоне: 1,18 в 1983/84, 87 голов в 74 играх
25. Максимум передач в среднем за игру за карьеру (минимум 300 игр): 1,321 — 1963 передачи в 1487 играх
26. Максимум передач в среднем за игру в одном сезоне: 2,04 в 1985/86, 163 передачи в 80 играх
27. Максимум очков в среднем за игру в одном сезоне (среди игроков, достигавших 50 и более очков): 2,77 в 1983/84, 205 очков в 74 играх
28. Самое большое количество сезонов подряд, в которых забивал 40 и более голов: 12 с 1979-80 по 1990-91
29. Самое большое количество сезонов, в которых забивал 50 и более голов: 9 (равный показатель с Майком Босси и Александром  Овечкиным)[22]
30. Самое большое количество сезонов, в которых забивал 60 и более голов: 5 (равный показатель с Майком Босси)
31. Самое большое количество сезонов подряд, в которых забивал 70 и более голов: 4 с 1981/82 по 1984/85
32. Самое большое количество сезонов, в которых набирал 100 и более очков: 15
33. Самое большое количество сезонов подряд, в которых набирал 100 и более очков: 13 с 1979/80 по 1991/92
34. Наибольшее количество игр за карьеру, в которых забивал 3 и более голов: 50 — 37 хет-триков, 9 раз по 4 гола, 4 раза по 5 голов
35. Наибольшее количество игр за сезон, в которых забивал 3 гола: 10 (дважды — в 1981/82 и 1983/84)
36. Самая длинная серия игр подряд, в которых делал результативные передачи: 23 игры в 1990/91, 48 передач
37. Самая длинная серия игр подряд, в которых набирал очки: 51 игра в 1983/84 (5 окт. 1983 — 28 янв. 1984, 61 гол, 92 передачи, 153 очка)
38. Самая длинная серия игр подряд, в которых набирал очки, с начала сезона: 51 игра в 1983/84 (5 октября 1983 — 28 января 1984, 61 гол, 92 передачи, 153 очка)

#### Плей-офф (14)
1. Наибольшее количество голов, за карьеру в плей-офф: 122
2. Наибольшее количество передач, за карьеру в плей-офф: 260
3. Наибольшее количество передач за одну серию: 14 (равный показатель с Риком Миддлтоном) в 1985 году в финале конференции (6 игр против Чикаго)
4. Наибольшее количество передач в финальной серии: 10 в 1988 (4 игры)
5. Наибольшее количество передач, за одну игру в плей-офф: 6 (равный показатель с Микко Лейноненом) 9 апреля 1987
6. Наибольшее количество передач, за один период в плей-офф: 3 (5 раз)
7. Наибольшее количество очков, за карьеру: 382 — 122 гола и 260 передач
8. Наибольшее количество очков, за один год плей-офф: 47 в 1985 (17 голов и 30 передач в 18 играх)
9. Наибольшее количество очков в финальной серии: 13 в 1988, 3 гола и 10 передач
10. Наибольшее количество очков, за один период в плей-офф: 4 (равный показатель с девятью игроками)
11. Наибольшее количество голов в меньшинстве, за один год плей-офф: 3 (равный показатель с пятью игроками) 1983
12. Наибольшее количество голов в меньшинстве, за одну игру в плей-офф: 2 (равный показатель с восемью игроками) 6 апреля, 1983
13. Наибольшее количество победных голов в плей-офф, за карьеру: 24
14. Наибольшее количество хет-триков и более за игру: 10 (8 хет-триков, 2 покера)

#### Матчи всех звёзд НХЛ(6)
1. Наибольшее количество голов в матчах всех звёзд: 13 (18 матчей)
2. Наибольшее количество голов в одном матче всех звёзд: 4 (одинаковый показатель с тремя игроками) 1983 Campbell Conference
3. Наибольшее количество голов в одном периоде матча всех звёзд: 4, 1983 Campbell Conference, 3-й период
4. Наибольшее количество передач в матчах всех звёзд за карьеру: 12 (одинаковый показатель с четырьмя игроками)
5. Наибольшее количество очков в матчах всех звёзд за карьеру: 25 (13 + 12, в 18 матчах)
6. Наибольшее количество очков в одном периоде матча всех звёзд: 4 (равный показатель с Адамом Оутсом и Майком Гартнером), 1983 Campbell Conference, 3-й период (4 гола)

### Тренерская карьера
| Команда        | Сезон   | Регулярный сезон | Регулярный сезон | Регулярный сезон | Регулярный сезон | Регулярный сезон | Регулярный сезон | Плей-офф               |
| Команда        | Сезон   | И                | В                | П                | ПOT              | О                | Итог             | Итог                   |
| -------------- | ------- | ---------------- | ---------------- | ---------------- | ---------------- | ---------------- | ---------------- | ---------------------- |
| Финикс Койотис | 2005-06 | 82               | 38               | 39               | 5                | 81               | 5-й в дивизионе  | Непопадание в плей-офф |
| Финикс Койотис | 2006-07 | 82               | 31               | 46               | 5                | 67               | 5-й в дивизионе  | Непопадание в плей-офф |
| Финикс Койотис | 2007-08 | 82               | 38               | 37               | 7                | 83               | 4-й в дивизионе  | Непопадание в плей-офф |
| Финикс Койотис | 2008-09 | 82               | 36               | 39               | 7                | 79               | 4-й в дивизионе  | Непопадание в плей-офф |
| Всего          | Всего   | 328              | 143              | 161              | 24               | Очки %: .473     | Очки %: .473     |                        |

## Достижения и награды
- 3-кратный победитель Кубка Канады — 1984, 1987, 1991.
- 4-кратный обладатель Кубка Стэнли — 1984, 1985, 1987, 1988.
- 9-кратный обладатель «Харт Трофи» (самому ценному игроку сезона) — 1980-87, 1989.
- 10-кратный обладатель «Арт Росс Трофи» (лучшему бомбардиру) — 1981-87, 1990, 1991, 1994.
- «Конн Смайт Трофи» (самому ценному игроку плей-офф) — 1985, 1988
- «Лестер Пирсон Авард» (лучшему игроку сезона по оценке профсоюза игроков) — 1982, 1983, 1984, 1985, 1987
- «Лэди Бинг Трофи» (за спортивное мастерство и джентльменское поведение) — 1980, 1991, 1992, 1994, 1999
- «НХЛ плюс/минус Авард» (игроку с лучшим показателем «плюс-минус») — 1982, 1984, 1985, 1987
- «Лестер Патрик Трофи» (за вклад в развитие хоккея с шайбой в США) — 1994
- «Приз имени Лу Марша» (1982, 1983, 1985, 1989)

Бронзовый призёр чемпионата мира 1982.